# Wake County
Wake County je okres amerického státu Severní Karolína. V roce 2015 zde žilo 1 024 198 obyvatel. Správním sídlem a zároveň největším městem okresu je Raleigh. Jméno získal podle manželky osmého guvernéra Severní Karolíny, Margaret Wake.

## Sousední okresy
| Růžice kompasu | Durham County  | Granville County | Franklin County | Růžice kompasu |
| Růžice kompasu | Chatham County | Sever            | Nash County     | Růžice kompasu |
| Růžice kompasu | Chatham County | Wake County      | Nash County     | Růžice kompasu |
| Růžice kompasu | Chatham County | Jih              | Nash County     | Růžice kompasu |
| Růžice kompasu | Harnett County |                  | Johnston County | Růžice kompasu |